# 马来西亚森林研究院
马来西亚森林研究院（英語：Forest Research Institute of Malaysia，简称FRIM）是一个马来西亚政府机构，成立于1929年，现今隶属于能源及天然资源部。此研究院位于吉隆坡甲洞，占地545公顷，与武吉拉贡森林保留区毗邻。2012年5月10日，此研究院正式被列为国家遗产。此外，研究院于2017年7月被收录于联合国世界遗产预备名单中，並在2025年7月列入马来西亚世界遗产。现任总监为阿都拉迪夫。
马来西亚森林研究院涉及各领域，分别为林业与环境、林业生物科技、林产品、森林生物多样性、天然产物以及经济和策略分析。

## 外部連結
- 马来西亚森林研究院官网 （页面存档备份，存于）